# 釈迦 (映画)
『釈迦』（しゃか）は、1961年（昭和36年）11月1日に公開された日本映画。総天然色、シネマスコープ（2.35:1）。日本で始めて70mmフィルムによって上映された国産の劇映画作品である。製作：大映京都撮影所・配給：大映。監督：三隅研次。当時の大映専属スターや、歌舞伎界、新劇界など幅広い分野のオールスター・キャスト総出演により、仏教の開祖・釈迦の生涯が描かれる。

## ストーリー
紀元前5世紀のインド。カピラ城で釈迦族の王子・シッダ太子が生まれる。20年後、シッダはスパーフ城で開かれた婿決めの武芸大会で従兄のダイバ・ダッタを打ち負かし、美貌の誉れ高いヤショダラー姫を妻に迎える。しかし、自分の恵まれ過ぎた境遇と、身分差別が生む世の無常に悩むシッダは遂に旅に出て出家する。
出家したシッダを想い嘆き暮らすヤショダラーに邪な愛を抱くダイバは、ある夜、シッダの振りをしてヤショダラーに近づき、彼女を犯す。ヤショダラーは自害し、ダイバは釈迦族を追放される。
荒野や原始林を経て、太子の放浪の旅は続き、やがて菩提樹の下で太子は6年間の瞑想の行に入る。森からは様々な魔羅（マーラ）が現れ、悟りの邪魔をしようと太子を誘惑し、攻めてくる。しかし村の女ヤサの力添えにより、ヤショダラーの死をも乗り越え、太子はついに悟りを開いた。ヤサは帝釈天の仮の姿であり、太子はここに「仏陀」となった。
仏陀の許には、全国から教えを乞うて人々が集まるようになる。一方、ダイバは仏陀を倒すため、シュラダ行者の下で神通力を身に付け、マガダ国のアジャセ王子に取り入って、インドラ神を祀ったバラモン教の一大神殿都市を建造し、仏教徒を迫害し、処刑を行った。
やがてダイバの行いに疑いを持ったアジャセ王子はブッダの教えを受けて、ダイバから離れた。これを知ったダイバはアジャセ王子に父王殺しの濡れ衣を着せて、建設なったインドラ大神殿でマガダ国王となることを宣言。仏教徒を火刑の生贄にしようとする。
このとき、ついに仏陀の怒りが奇跡を呼び、激しい地震と地割れが大神殿を襲い、たちまち神像は崩れ、ダイバは地割れに呑みこまれていく。自らの非を認め許しを乞うダイバに仏陀の慈愛は差し伸べられ、その命を救う。
それから数年、ブッダの慈愛の教えは全国に広まっていた。やがて入滅の時を迎える仏陀だったが、その教えは人々の中に刻まれ、永遠に継がれていくのだった。

### 既知の伝承との違い
釈迦の生涯における逸話には諸説があるが、主に一般的に知られている伝承と本作の描写との違いを記す。
- シッダの母マーヤーがシッダの生後7日で没することなく存命している。
- シッダとの間に子を生み、後に出家するヤショダラーが子をもうけることなくダイバ・ダッタに強姦された後に自害する。
- 釈迦の入滅後100年以上経った後のクナラ王子（英語版）のエピソードが釈迦存命中のことになっている。

## 登場人物
釈迦とその弟子・信徒たち
- シッダ太子→釈迦
釈迦族の王子。悟りを開き、仏陀となる。演じた本郷功次郎は、悟りを開いたシーン以降は遠景や後ろ姿でしか映らなくなり、事実上声の出演となっている。
- コンダンニャ、アッサジ、マハーナーマ、バッディヤ、ワッパ
のちに「五比丘」と呼ばれる一番弟子たち。
- サリープッタ、モッガラーナ、マハーカッサバ、スッパブッダ、ウパリ
のちに「十大弟子」と呼ばれる釈迦の高弟たち。
- カルダイ
ウパリとともに放浪していた男。ともに修行僧となる。
- アナン
釈迦の「十大弟子」のひとり。ダイバに操られ、意思に反してマータンガを愛してしまうが許される。
- マータンガ
奴隷の娘。乾きのために倒れたアナンに水を与えて介抱し、彼が説く平等の教えに感銘を受け、彼に恋をする。その後釈迦の門下に入る。
- カリティ
子供を失った悲しみから、赤ん坊をさらって殺すことを繰り返し、「夜叉」として村人から恐れられていたが、釈迦に諭され改心し、弟子となる。
- スミイ
在家信徒の老婆。なけなしの金で油を買って茶碗に入れ、灯明にして奉納する。ダイバが起こした大風でもその火が消えなかった。

マガダ国の王宮の人々
- ダイバ・ダッタ
シッダの従兄。ヤショダラーに邪な愛情を抱いたために釈迦族を追放され、シッダへの対抗心から神通力を得てマガダ国を乗っ取る。
- アジャセ王子→アジャセ王
マガダ国の王子を経て、国王。両親と不仲であるところをダイバにつけこまれ、父王・ビンビサーラを幽閉して王位に就くが、仏教徒の処刑を拒んだため、自身も追放される。
- オータミー
アジャセ王の妃。
- ビンビサーラ
マガダ国の前王。アジャセの父。釈迦の信徒。ダイバがアジャセに吹き込んだ、彼の出生にかかわる嘘のために幽閉され瀕死となるが、慈悲と忍耐の教えを守って彼を許し、絶命する。
- イダイケ
ビンビサーラ王の妃。アジャセの母。体に蜜を塗ってビンビサーラと面会することで、彼の飢えを癒やそうとする。アジャセの出生の秘密を明かし、彼の誤解を解く。
- キッショー
アジャセに仕える従者。両親との和解を進言する。

カピラ城の人々
- ヤショダラー
スパーフ城から嫁入りしたシッダの妃。ダイバに手籠めにされたことを恥じ、自害する。
- スッドーダナ
カピラ城主。シッダの父。ダイバを一族から追放する。
- マーヤー
スッドーダナの妃。シッダの母。
- チャンナ
シッダに仕える従者。出家を決意した彼のために馬を提供する。
- サリイ、ナジヤ
シッダに仕える侍女。大きなうちわで彼を扇ぐために雇われている。激務を案じたシッダが休ませようとするが、スッドーダナに咎められる。
- アマン
ヤショダラーに仕える侍女。ダイバにそそのかされ、彼をヤショダラーの寝所に招く。

華子城の人々
- クナラ王子
アショカ王の息子。義理の母・タクシラーからの理不尽な命令によって目を焼かれて盲目となるが、釈迦の教えを受けてタクシラーを許すと、視力が回復する。
- ウシャナ
クナラの妃。盲目になったクナラに献身的に尽くす。
- アショカ王
華子城主。クナラ王子の父。
- タクシラー
アショカ王の第一夫人。クナラと血のつながりはない。クナラを誘惑するが拒まれ、逆恨みして彼の目を焼かせる。クナラに許しを告げられると、恥のために城から飛び降りて自害する。
- ブダイ
アショカ王に仕える武将。タクシラーの命に応じ、クナラ王子を捕らえて目を焼く。真相を知り、自害する。

その他の人々
- アシュダ仙人
シッダ生誕の際、近くに居合わせた修行僧。シッダが世界を救済する人物になることを予言する。
- 村の女ヤサ
帝釈天が化身した姿。釈迦が悟りを開くのを助ける。
- シュラダ
バラモン教の行者。ダイバに神通力を授ける。

## キャスト
順はクレジットタイトルに、役名はキネマ旬報映画データベース（KINENOTE）に基づく。画面上、主演者は雷蔵、勝、本郷の順で一斉に横並びに表示される。
- クナラ王子：市川雷蔵
- ダイバ・ダッタ：勝新太郎
- シッダ太子→釈迦：本郷功次郎

- アジャセ王：川口浩
- ウパリ：川崎敬三
- アナン：小林勝彦

- サリープッタ：三田村元
- ソーナ（武芸大会の参加者）：丹羽又三郎
- ブダイ：島田竜三
- アーラーマ（武芸大会の参加者）：鶴見丈二
- カルダイ：大辻伺郎
- コンダンニャ：北原義郎
- マハーカッサバ：根上淳

- スッドーダナ：千田是也
- シュラダ：東野英治郎
- チャンナ：見明凡太朗
- アシュダ仙人：滝沢修

◇
- グリハ（ダイバの弟子）：千葉敏郎
- バンダ（武芸大会の参加者）：石井竜一
- モッガラーナ：舟木洋一
- 陶物師の翁：花布辰男
- ジーワカ（マガダ国の宰相）：丸山修
- ラーヤナ（油屋の主人）：嵐三右衛門
- 侍従長：寺島貢
- 番人：阿部脩
- 占者：寺島雄作
- 行者：荒木忍
- キッショー：清水元
- 老門番：南部彰三
- スッパブッダ：葛木香一
- ワッパ：東良之助
- 牢番甲：水原浩一
- 老人：淺尾奥山
- チュンダ（露店商人）：市川謹也
- マハーナーマ：南條新太郎
- バッディヤ：原聖四郎
- アッサジ：伊達三郎
- スパーフ城城主：石原須磨男
- 牢番乙：藤川準
- 群衆乙：玉置一恵
- 番兵A：堀北幸夫
- 群衆甲：横山文彦
- 群衆丙：菊野昌代士
- 群衆丁：越川一
- 油屋の小僧：丸凡太
- 物見：沖時男
- 番兵B：浜田雄史

◇
- アショカ王：中村鴈治郎
- ビンビサーラ：市川壽海

- 村の女ヤサ＝帝釈天：京マチ子

◇
- オータミー：中村玉緒
- ヤショダラー：チェリト・ソリス（英語版）（フィリピンLVN（英語版）スタア）
  - ヤショダラーの声：前田敏子（クレジットなし）
- マータンガ：叶順子
- ウシャナ：山本富士子

- カリティ：山田五十鈴
- タクシラー：月丘夢路
- スミイ：北林谷栄
- マーヤー：細川ちか子
- イダイケ：杉村春子

◇
- アマン：近藤美恵子
- カリティの村の母親：藤原礼子
- サリイ：三田登喜子
- ナジヤ：市田ひろみ
- キリコ（クナラの侍女）：阿井美千子
- サバ（マータンガの母）：金剛麗子
- アミター（スパーフ城主の妃）：橘公子
- カピラ城の侍女：堀左和子
- カピラ城下の村人：近江輝子

- 榊原舞踊団
- 大阪松竹歌劇団

## スタッフ
- 製作：永田雅一
- 製作補：鈴木炤成
- 監督：三隅研次
- 脚本：八尋不二
- 撮影：今井ひろし
- 監修：中村岳陵、中村渓男
- 美術監督：伊藤熹朔
- 美術：内藤昭
- 録音：大角正夫
- 照明：岡本健一
- 作曲：伊福部昭
- 指揮：上田仁
- 演奏：東京交響楽団
- 衣裳考証：上野芳生
- 装飾考証：高津年晴
- 衣裳作画：中島八郎
- 振付：榊原帰逸
- 衣装・化粧品提供：カネボウ
- 色彩技術：木浦義明
- 編集：菅沼完二
- 装置：梶谷輝雄、三輪良樹
- 音響効果：倉石暢
- 疑斗：宮内昌平
- 助監督 : 井上昭
- 製作主任：橋本正嗣
- 特殊技術：横田達之、相坂操一[注釈 1]
  - 撮影：的場徹[注釈 2]、牧浦地志
  - 照明：島崎一二
  - 美術：渡辺竹三郎
  - 動画：鷺巣富雄
  - 作画：渡辺善夫
  - 助監督：黒田義之

### スタッフ（ノンクレジット）
- 企画：奥田久司[要出典]
- 撮影：宮川一夫[要出典]
- 動画：ピー・プロダクション[要出典]
- 特殊造形：大橋史典、高山良策[要出典]
- 移動効果：村若由春[4]
- 装飾：中島竹次郎[4]
- 背景：高橋作次[4]
- 衣裳：伊藤ナツ[4]
- 美粧：小林冒典[4]
- 結髪：石井エミ[4]
- スチール：藤岡輝夫[4]
- 記録:中井妙子[4]
- 演技事務：千賀滝三郎[4]
- 進行：今村喬[4]
- 協力：住江織物[4]
- 特撮スタッフ 進行：田辺満[4]、牧浦地志[4]

## 製作

### 企画
公開の前年1960年は、日本でテレビのカラー放送が開始されてテレビ受信契約数は300万台を突破し、本格的なテレビ時代の到来を前に、日本の映画製作会社は客足を取り戻すため、各社こぞって二本立て興行に活路を求め始めていた。一方、大映社長の永田雅一は、これとは一線を画すワイドスクリーン・長時間一本立てによる大作主義をとり、『日蓮と蒙古大襲来』（1958年、渡辺邦男監督）などを公開していた。また、アメリカ合衆国のハリウッド映画界でも、1959年の『ベン・ハー』、1960年公開の『スパルタカス』と70mmフィルムによる超大作史劇映画が製作され、国際的に話題をさらっていた。
こうした中で熱心な日蓮宗徒として知られた永田は、『日蓮と蒙古大襲来』に続く仏教題材の史劇スペクタクルとして、のちに『大魔神』（1966年、安田公義監督）を企画する奥田久司が提出していた『釈迦伝・光は東方より』という企画案に着目。これを基にして70mm作品を作る企画を発案し、1960年9月に本作の製作を陣頭に立って号令した。翌1961年1月に製作発表記者会見が行われた。
美術監督には、日仏合作映画『忘れえぬ慕情』（1956年、イヴ・シャンピ監督）や、『黒船』（1959年、ジョン・ヒューストン監督）を手掛けた伊藤熹朔が就き、本編と特撮の融合に最大限の注意を払って美術設定が行われた。
当初本作は、大々的な海外ロケを敢行する予定であり、撮影開始に先立つ1961年3月にインドでのロケハンが実施され、釈迦ゆかりの旧跡の映像および写真が撮影された。しかし脚本の一部について、仏教徒が多い、または仏教にゆかりがある国々や、日本国内の仏教団体から「仏陀を汚し、仏教徒を侮辱している」との猛抗議を受け、当該部分のカットを要求されたことから、海外ロケは中止となった。中でも問題となった部分は、ヤショダラーがダイバ・ダッタに強姦されるくだりである。脚本を担当した八尋不二は、「愛する者を奪われた絶望を超克してこそ、寛容と慈悲の高みへと達するものである」と考え、この部分を中勘助の小説『提婆達多（でーばだった）』を参考に描写した。八尋のシナリオ原文は『八尋不二シナリオ集』（現代映画社、1961年）として出版されている。
脚本は修正が行われたものの、永田が理解を示したため、シークエンス自体は残されて撮影に入った。このため抗議運動が強まり、国際問題に発展しかけた（後述）。

### 予算・キャスティング
公称の総製作費は4億9480万円。
永田は大映京都撮影所に全資力を注ぎ込み、京都府福知山市の長田野演習場の敷地内の山を切り崩し、広大なオープンセットを建設した。当時で7000万円かけて組まれ、その規模は2万平方メートルに及ぶ邦画史上空前のものだった。セット内には28メートルのインドラ神像を中心に、その正面に幅10メートルの道路が造られ、両側に5棟の神殿、60メートルの大橋が40日間かけて建てられた。
自社スターはもちろんのこと、歌舞伎界、新劇界など幅広い分野から俳優を呼びよせるオールスター・キャストでこれに臨んだ。神殿工事の人夫のエキストラは1万5千人が動員された。

### 撮影
撮影に「スーパーテクニラマ70」が用いられた。大映は総天然色化を松竹に、シネマスコープ化を東映に先取られていて、他社に先駆ける70mmフィルム映画の制作は悲願であった。
撮影には専用のテクニラマカメラが必要であるが日本には無かったことから、パラマウント社から購入した35mmビスタビジョン用カメラを、テクニカラー社に依頼してアナモルフィックレンズが装着できるように改造し、「スーパーテクニラマ方式」のカメラとした変則的な仕様であった。つまり「70mm」と銘打ってはいるものの、撮影自体は35mmフィルム用のカメラを用い、上映用プリントを作成する際に70mmフィルムに焼き付ける方式であるため、トッドAO社の「スーパーパナビジョン70」などの、65mmネガを用いて撮影する方式には及ばないものの、大判ネガを利用することからかなりの高画質であった。
本作のために改造されたこのカメラや撮影機材は、翌1962年の映画『太平洋戦争と姫ゆり部隊』（大蔵映画製作・大映配給、小森白監督）の撮影に貸し出されている。これは大映の永田雅一と大蔵の大蔵貢両社長が個人的に懇意であったことから実現したもの。
永田の意志によって、1961年4月8日（釈迦の生誕日である）に撮影開始（クランク・イン）した。フィリピンの女優、チェリト・ソリスの来日がずれ込み、ソリスの出演部分は5月15日から撮影された。
福知山のオープン・セットでの撮影は宮川一夫が一部担当していて、的場徹は「あれが『釈迦』で一番いいカットじゃないかな」と語っている。クライマックスの天変地異のシーンは撮り直しがきかない規模であるため、監督の三隅研次が携帯マイクで号令をかけ、5台のカメラを一斉に回して撮影している。
仏陀の行を妨げようとする「マーラ」達の造形は、京都の造形家大橋史典によるもの。無数に登場する醜怪なマーラの一部は、同じ大映京都で大橋が手がけた『赤胴鈴之助 三つ目の鳥人』『赤胴鈴之助 黒雲谷の雷人』（1958年）の「鳥人」や「雷人」の被り物を改造したものが使われている。同じく造形で参加した高山良策は、本作品をきっかけに以後『大魔神』など大映の特撮作品へ多く参加している。
同年の8月中旬に撮影が終了（クランク・アップ）した。なお、8月21日に永田が武州鉄道汚職事件の容疑で逮捕され、10月10日まで勾留されている（のちに無罪判決が確定）。

### 特殊撮影・編集
大画面で描かれるスペクタクル映像には特撮の比重も多く、特撮班では、京都撮影所の横田達之が手に余るとして、東京撮影所の的場徹を京都へ招いている。絵コンテは的場が描き、黒田義之が助手に就いて、特撮シーンの撮影はすべて的場が行っている。タイトルには特撮スタッフとして横田と相坂操一の名がクレジットされているが、実際には両者はノータッチだったという。
本作ではシッダルダ太子生誕のほか、太子が弓矢を跳ね返すなどの奇跡場面がアニメーション合成で表現されており、その数は37カットに及んでいる。このアニメーションを手掛けたのは、前年1960年にピー・プロダクションを発足させたうしおそうじ（鷺巣富雄）である。京都の撮影所はアニメーションを全く信用していなかったため、釈迦生誕で花が一斉に咲く奇跡シーンは、当初モーターを仕込んだ造花による機械仕掛けを用意して撮る予定だったが、うまくいかず、アニメーションが導入された。
精巧な作画を実景に合成する「作画合成」は、渡辺善夫が担当した。この「作画合成」は一度撮影したフィルムを現像すること無く、そのまま合成開始の位置までフィルムマガジン内で巻き戻し、作画した絵を写し込んで合成する、「生合成」という手法で撮られた。カットの始めと終わりをきっかけを見ながらストップ・ウォッチで計り、合成開始箇所までフィルムを巻き戻すというこの作業は、完全に熟練した渡辺の勘と職人技で行われるものであり、もし失敗すれば70mm用の膨大なセットをまた別の日に組み直さなければならず、念のために数テイクが撮られたとはいうものの、その責任の重圧は尋常ではなく、渡辺ともども東京から京都に出向して本作の製作にあたったうしおは、その重圧から幾晩も眠れなかったといい、「途中で東京に帰ろうかと思った」という。

### 音楽
劇中音楽を担当したのは伊福部昭。京都で行われた録音テープはイギリスに空輸され、「ロンドンRCA」でミキシングされた。伊福部によると、上述の濡れ場のシーンを静かな曲調で作曲したが、イギリスから帰って来たフィルムでは大音量になっていた。これについて伊福部は「アングロサクソンってなんて下品なんだろうと思いました」と苦笑している。

### 現像・試写
9月中旬より現像作業のためのフィルム輸送が開始された。当時、70mmフィルムの現像所は日本には無く、特許の関係もあって撮影フィルムはイギリスまで空輸され、ロンドン・テクニカラー社のラボラトリーで1週間ほどかけて現像され、再び日本に空輸された。永田は万が一を考え、このプリント空輸に際して、往復で7億円の保険をかけている。
70mmフィルムの映写機は大阪の「OS劇場」にしか無かったため、スタッフは京都からロケバスに乗り、終演後のOS劇場まで出向いて試写を行わなければならなかった。したがって、一つのNGが莫大な損害を生むために、撮影スタッフの苦労は並大抵ではなかった。アニメーションを担当したうしおは晩年まで、「この時のロケバスの中でのハラハラドキドキした祈るような気持ちは今でも夢に出る」と語っている。
アフレコ前の35mmラッシュを鑑賞した永田は「溝口が生きていてくれたらなあ」とつぶやき、その出来に落胆したとされる。一方、完成フィルムの試写が行われた際には、うしおは同席した師匠である東宝の円谷英二特撮監督から「よくぞ動画（引用注：アニメーション）と実写特撮を融合してくれた」と絶賛を受けたという。

## 製作・上映に対する抗議運動
釈迦の生涯を描く大作映画の制作は国際的な話題となり、アメリカ合衆国の雑誌『タイム』1961年8月11日号では、細かなシノプシスが紹介され、ヤショダラーに関するくだりも記述された。在日ビルマ連邦大使館の一等書記官がたまたま記事を読んで問題視し、一時帰国して当時の首相であるウー・ヌに状況を報告。ヌは大使館にシナリオの各国語への翻訳を命じ、仏教にゆかりのあるアジア各国に配布した。これを受け、セイロン（現：スリランカ）の大使が日本の外務省に抗議を行った。また、ビルマの一等書記官は知己のある全日本仏教会（全仏）の中山理々国際委員長（当時）にも問題を伝えた。
10月22日、東本願寺・西本願寺は教務所を通じて、信徒に対して本作の観覧を見合わせるよう通告した。このほか、全日本仏教婦人連盟、全日本仏教青年会、仏教主義学校連盟などが抗議声明を行った。
公開直前の10月26日、セイロン、ビルマ連邦、インド、タイ王国、パキスタン、ラオスの大使・代理大使が外務省を訪問し、外務大臣・小坂善太郎に対し問題のシーンをカットして上映するか、あるいは上映の中止を大映に要求するよう働きかける申し入れを行った。また、11月14日から22日までプノンペンで行われた世界仏教徒会議でも本作の是非は議題に上り、公開停止を要求するとともに、国連人権委員会への提訴も視野に入れる旨の決議が行われた。問題を受け、外務省情報文化局は映画倫理規程管理委員会（旧映倫）や大映と折衝を開始した。
10月27日には全仏の幹部が大映本社を訪問し、問題のシーンの修正を求めるべく永田と会談した。永田は「（本作で）世の中をたてなおそうと思ってるんや、わが輩は」と涙ながらに強弁する一方で、先行公開（後述）以降の全国公開用プリントでの「善処」を約束し、全仏の抗議を取り下げさせた。
諸外国による抗議は大映による修正意向を受けて取り下げられたとみられ、同年の映倫管理委員会には「幸に製作者による理に叶った取計いを得て無事を得ました」との議事録が残る。

## 興行
試写が欧米のバイヤーから好評を得て、公開前から海外興行の話がまとまり、大映に70万ドル（当時）の莫大な外貨をもたらしている。一方、セイロンとビルマ連邦では国家命令で上映禁止となった。
上記撮影技術の採用を受け「70mmスーパーテクニラマ」と銘打って公開された。まず11月1日より70mmフィルム映写機を導入した東京・大阪の2館で先行公開された（先行館となった有楽座・南街会館は東宝系の封切館で、配給網を超えた異例の公開となった）。70mm公開期間は当初の45日から80日（翌1962年1月19日まで）に延長された。
頓挫したロケ予定国からのクレームが、かえって宣伝効果を生み、先行公開館は両館とも興行収入記録を更新する大ヒットとなったほか、日本の映画興行における1日あたりの興行収入記録・1週あたりの興行収入記録を更新（いずれも当時）し、また4週連続で興行収入が1000万円を突破・1月あたりの興行収入が5000万円を突破・1日あたりの興行収入100万円以上の日が40日を突破したのは、いずれも日本の映画興行として初となった。
1962年3月より順次35mm版が全国公開された。全国公開では最終的に7億円を超える配給収入を得て、日本の興行記録を塗り替える超特大ヒットとなった。

## 受賞歴
1961年度の各映画賞で、特に撮影、美術ほか技術部門の賞を数多く受賞している。
- 第15回日本映画技術賞
  - 特殊技術特別賞（横田達之、相坂操一）
  - 撮影特別賞（今井ひろし）
  - 美術特別賞（伊藤憙朔、内藤昭）
  - 録音特別賞（大角正夫）
  - 照明特別賞（岡本健一）
- 第6回映画の日 特別功労賞（伊藤熹朔）
- 第16回毎日映画コンクール 録音賞（大角正夫）
- 第12回ブルーリボン賞 技術賞
- 1961年度キネマ旬報特別賞（永田雅一）